# ستاينز؛غيت 0
ستاينز؛غيت 0 هي رواية مرئية من تطوير ميجز ونيترو+. وهي الجزء الثاني من سلسلة الخيال العلمي ستاينز؛غيت. وصدرت على بلاي ستيشن 3 وبلاي ستيشن 4 وبلاي ستيشن فيتا في عام 2015 وعلى مايكروسوفت ويندوز في 2016 وعلى إكس بوكس ون في 2017. واقتبست القصة إلى مانغا ورواية في عام 2017 ومسلسل أنمي تلفزيوني في عام 2018.

## وصلات خارجية
- ستاينز؛غيت 0 في قاعدة بيانات الرواية المرئية